# العلاقات السعودية النيجيرية
العلاقات السعودية النيجيرية هي العلاقات الثنائية بين المملكة العربية السعودية وجمهورية نيجيريا الفيدرالية، ويعود أصول هذه العلاقات الأخوية والتاريخية العريقة إلى مئات السنين من خلال توافد الحجاج النيجيريين إلى الأراضي المقدسة لأداء مناسك الحج سنوياً، حيث أنه قد صاحب توافدهم على المملكة تبادل المصالح الاقتصادية والتجارية من قِبل الحجاج والمعتمرين النيجيريين، عطفاً على ذلك فإن علماء نيجيريا قد تلقوا العلوم الشرعية واللغة العربية في الحرمين الشريفين والجامعات السعودية.
وظلت العلاقات مستمرة على ذات النهج حتى تأسيس المملكة العربية السعودية في عام 1932م، وإعلان استقلال نيجيريا عن التاج البريطاني في عام 1960م، وفي ذلك الحين أعلنت المملكة اعترافها باستقلال جمهورية نيجيريا الاتحادية وبذلك أصبحت من أوائل الدول المعترفة بها.
وفي عام 1961م بدأت العلاقات الدبلوماسية بين الجانبين، عن طريق البعثة الدبلوماسية للمملكة في لاجوس عاصمة نيجيريا في ذلك الوقت، ثم انتقلت إلى أبوجا عام1999م. أما في عام 1985م فقد أُعلن افتتاح السفارة النيجيرية في الرياض، ممّا كان له الأثر في تعزيز العلاقات السياسية والدبلوماسية بين الدولتين. كما افتُتحت القنصلية السعودية في كانو لخدمة أهالي الشمال، بينما جرى فتح القنصلية النيجيرية في جدة، بالإضافة إلى ذلك تم افتتاح مكتب الملحق الثقافي في نيجيريا للإشراف على المنح الدراسية المقدمة للطلاب النيجيريين من قبل الجامعات السعودية في مختلف التخصصات. وفي الجانب العسكري فقد أعلنت المملكة مؤخراً عن تعيين ملحق عسكري سعودي لدى نيجيريا لتنمية العلاقات الثنائية في المجالات العسكرية والدفاعية.
وقد عمل البلدان على تعزيز العلاقات السياسة والدبلوماسية والاقتصادية والأمنية، من خلال تبادل الزيارات واللقاءات المشتركة بين مسؤولي البلدين، والتي كان أخرها في شهر فبراير 2016م زيارة الرئيس النيجيري محمد بخاري للمملكة، التقى فيها بالملك سلمان بن عبدالعزيز وبحثا خلالها تنمية العلاقات الثنائية في العديد من المجالات.

## العلاقات الاقتصادية بين البلدين
وعلى الصعيد الاقتصادي والتجاري وصل حجم التجارة بين المملكة العربية السعودية وجمهورية نيجيريا في عام 2017 نحو 902 مليون ريال سعودي، منها واردات بقيمة 26 مليون ريال سعودي، وصادرات بقيمة 876 مليون ريال سعودي. ومن السلع المستوردة في عام 2017: بن الشاي والبهارات والتوابل، والخشب ومصنوعاته; فحم خشبي، أيضاً البذور والأثمار الزيتية; قش وعلق، بالإضافة إلى الأثاث والأدوات الآلية وأجزاؤها، والألومنيوم ومصنوعاته، في حين أن السلع المصدرة في ذات العام هي: لدائن ومصنوعاتها، ألومنيوم ومصنوعاته، وأصناف متنوعة من معادن عادية، والورق وورق المقوى، وحشو ولباد وحبال.

### توقعات بتدفقات استثمارية
تتوقع نيجيريا تدفقات استثمارية "فورية" بمليارات الدولارات من السعودية، بعد أن وقعت اتفاقية مع المملكة لإنشاء مجلس أعمال يمكن أن يعزز الاستثمارات السعودية في العديد من القطاعات، بما في ذلك الزراعة والنفط والغاز والاتصال والتقنية.
اتفق البلدان على تفعيل مجلس الأعمال النيجيري السعودي الذي اقترحه ولي العهد الأمير محمد بن سلمان عام 2019، خلال فترة حكم رئيس الحكومة السابق محمد بخاري.
تعهدت العديد من الشركات السعودية من بينها "الشركة السعودية للاستثمار الزراعي والإنتاج الحيواني" (سالك)، بإبرام عدة صفقات في نيجيريا بحلول نهاية عام 2023.